# ديف كوكي (رجل أعمال)
ديف كوكي (بالإنجليزية: Dave Cooke)‏ هو شخصية أعمال بريطاني، ولد في عقد 1950 في تشستر في المملكة المتحدة.